# Marcus Semien
Marcus Andrew Semien (San Francisco, 17 september 1990) is een Amerikaans professioneel honkbalspeler voor de Texas Rangers in de Major League Baseball. Hij speelt als tweede honkman en als korte stop. Eerder speelde hij voor de Chicago White Sox, de Oakland Athletics en de Toronto Blue Jays. In 2023 won Semien met de Texas Rangers de World Series.

## Amateur carrière
Na honkbal te hebben gespeeld op high school, werd Semien in de Major League Baseball draft van 2008 in de 34e ronde geselecteerd door de Chicago White Sox. Hij koos er echter voor om op college niveau te gaan spelen voor de California Golden Bears, het team van de Universiteit van Californië - Berkeley.

## Professionele carrière

### Chicago White Sox (2011-2014)

#### Draft & Minor League
De White Sox selecteerden Semien in de zesde ronde, met de 201ste selectie in de Major League Baseball draft van 2011. Hij begon zijn professionele carriere bij de Kannapolis Intimidators, die uitkomen op Single-A niveau. Het seizoen 2012 mocht Semien starten bij de Winston-Salem Dash, die uitkomen op High-A niveau. Het seizoen 2013 begon Semien bij de Birmingham Barons, die uitkomen op Double-A niveau. In 105 wedstrijden bij de Barons behaalde Semien een slaggemiddelde van .290 met 15 homeruns en 49 RBIs. Gedurende het seizoen werd Semien gepromoveerd naar de Charlotte Knights, die op Triple-A niveau spelen. In 32 wedstrijden behaalde hij daar een slaggemiddelde van .264 met 4 homeruns en 17 RBIs.

#### Major League
Op 4 september 2013 maakte Semien zijn debuut in de MLB, in een wedstrijd tegen de New York Yankees. Hij speelde dat seizoen 21 wedstrijden voor de White Sox, in 2014 speelde hij 64 wedstrijden.

### Oakland Atheltics (2015-2020)
Op 9 december 2014 werd Semien, samen met teamgenoten Chris Bassitt, Josh Phegley en Rangel Ravelo getransfereerd naar de Oakland Athletics, in ruil voor Jeff Samardzija en Michael Ynoa.
In 2019 behaalde Semien een slaggemiddelde van .285 met 33 homeruns en 92 RBIs. Met 747 plate appearances in dat seizoen had hij de meeste plate appearances van de MLB. Hij werd in de verkiezing voor de meest waardevolle speler van de American League derde, achter winnaar Mike Trout en nummer twee Alex Bregman.

### Toronto Blue Jays (2021)
Op 30 januari 2021 tekende Semien een éénjarig contract bij de Blue Jays, met een waarde van $18 miljoen. In zijn enige seizoen bij de Blue Jays behaalde Semien een slaggemiddelde van .265 met 45 homeruns en 102 RBIs. Hij speelde bij de Blue Jays als tweede honkman, na bij de White Sox en de Athletics als korte stop te hebben gespeeld.

### Texas Rangers (2022-heden)
Op 1 december 2021 tekende Semien een zevenjarig contract met een waarde van $175 miljoen bij de Texas Rangers. In 2023 vestigde hij het MLB record voor meeste plate appearances in één seizoen, met 835. Daarmee verbeterde hij het record dat sinds 1993 in handen was van Lenny Dykstra, die 833 plate appearances behaalde. HIj wo in datzelfde seizoen de World Series met de Rangers.